# Frankfurt am Main Flughafen Fernbahnhof

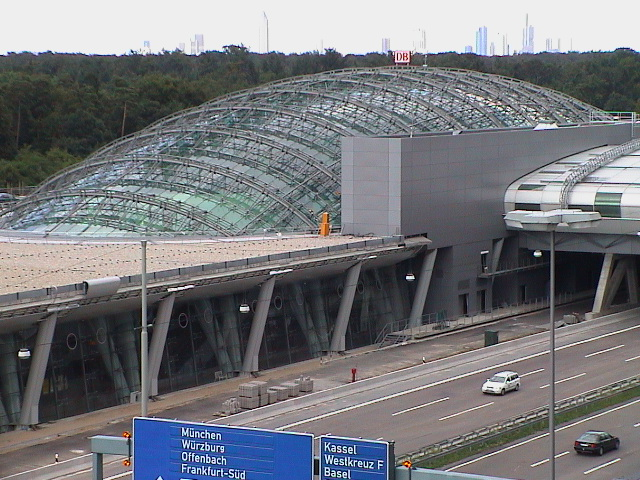
Frankfurt (Main) Flughafen Fernbahnhof år 2006 före bygget av The Squaire

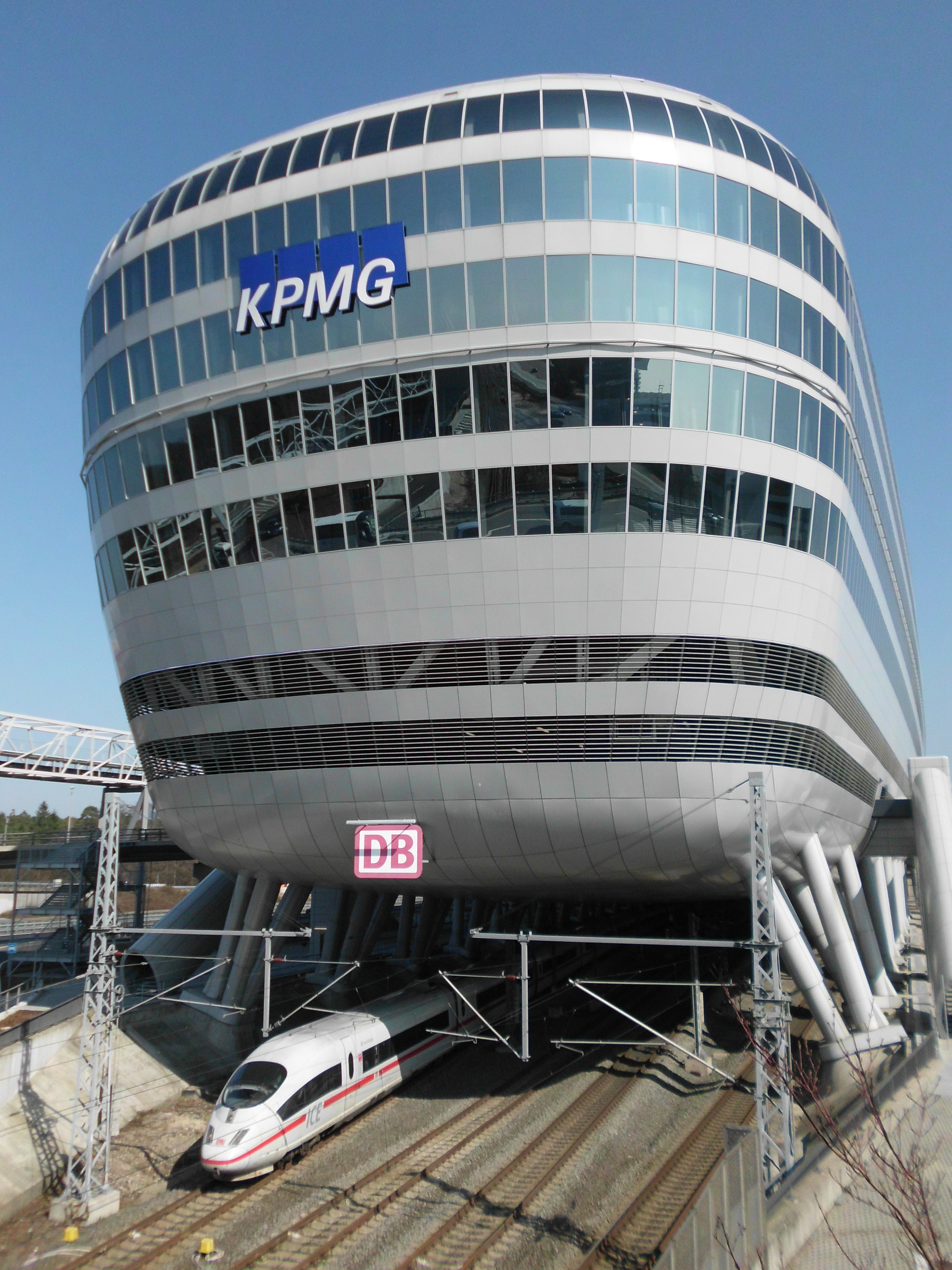
The Squaire och ICE 3

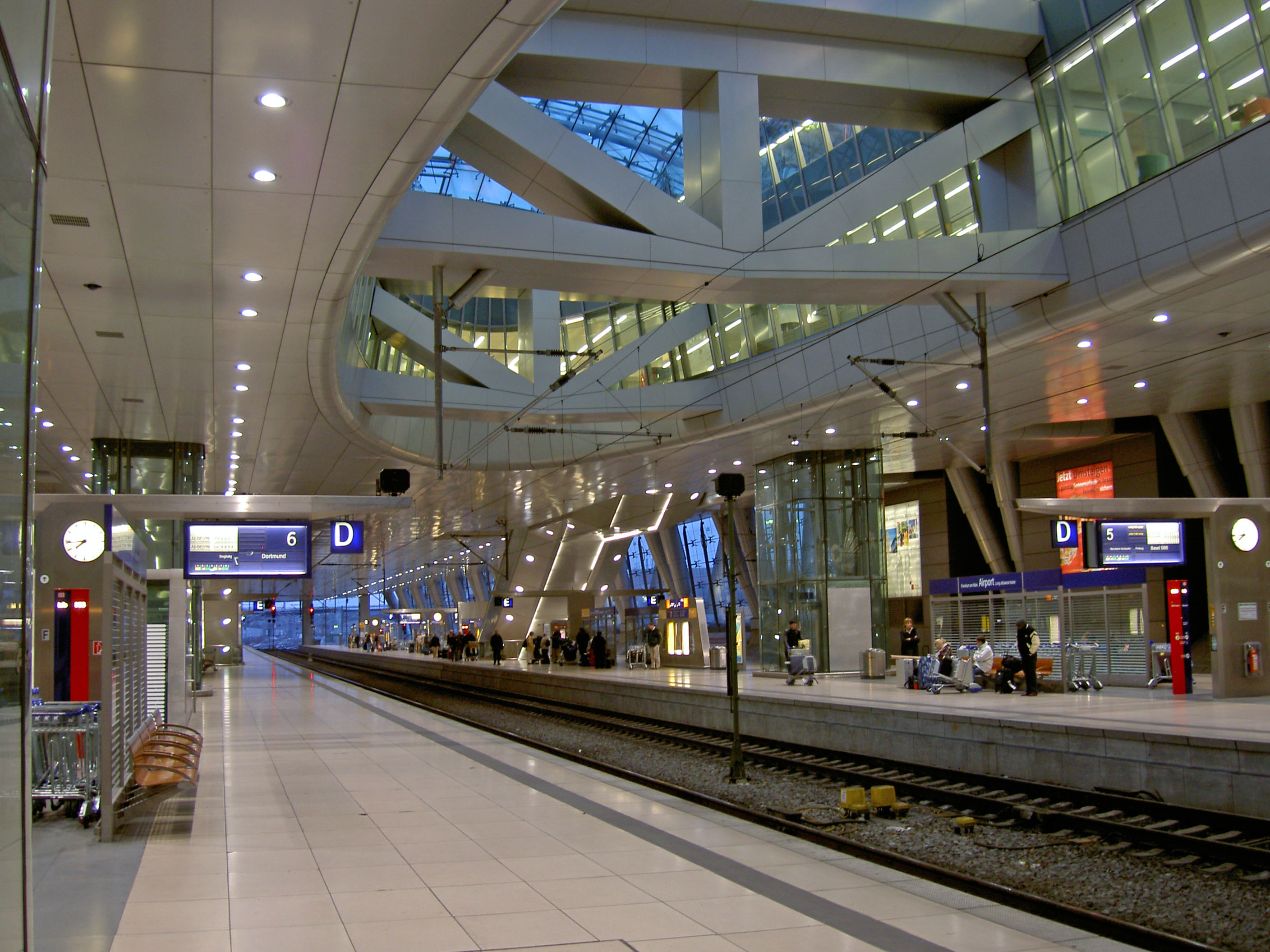
Perrong

Frankfurt am Main Flughafen Fernbahnhof är en järnvägsstation i Frankfurt am Main. Den ligger i omedelbar anslutning till Frankfurts internationella flygplats och byggdes som en ytterligare utvidgning av den järnvägsstation som redan fanns där. När den nya snabbtågssträckan Köln – Rhein/Main byggdes, insåg man att det var nödvändigt att bygga ännu en järnvägsstation. Byggkostnaderna uppgick till 225 miljoner euro, varav 44,5 miljoner användes för takkonstruktionen. Den var med sina runt 20 000 resande per dag Tysklands största järnvägsstation som är anknuten till en flygplats, tills Bahnhof Flughafen BER–Terminal 1-2 öppnade med sina 120 000 resande per dag.
Frankfurt Flughafen är en av tre järnvägsstationer för fjärrtrafik i Frankfurt am Main (de andra är Frankfurt Hauptbahnhof och Bahnhof Frankfurt-Süd). Frankfurts pendeltåg trafikerar normalt inte denna station, utan den närliggande stationen för pendel- och regionaltåg, Frankfurt (Main) Flughafen Regionalbahnhof.
Frankfurts flygplatsstation öppnades 1999 sedan snabbspårsjärnvägen (ICE, IC, EC) dragits från Köln till Frankfurt. Premiärtåget var Intercitytåget 537 "Moritzburg" kl. 5:37 den 30 maj . Järnvägsstationen bygges ursprungligen under en glaskupol som 2006 revs för att ge plats för kontorsbyggnaden The Squaire som stod färdig 2011.

## Tågförbindelser
- ICE Dresden – Eisenach – Fulda – Frankfurt Flughafen – Wiesbaden
- ICE Essen – Düsseldorf – Köln – Frankfurt Flughafen – Würzburg – Nürnberg – München
- ICE Hamburg – Hannover – Kassel – Fulda – Frankfurt Flughafen – Mannheim – Stuttgart
- ICE Dortmund – Köln Frankfurt Flughafen – Mannheim – Augsburg – München
- ICE Köln – Frankfurt Flughafen – Mannheim – Freiburg – Basel
- ICE Amsterdam – Utrecht – Düsseldorf – Köln – Frankfurt Flughafen – Frankfurt Hbf
- ICE Hamburg – Kassel – Frankfurt Flughafen – Mannheim – Basel
- ICE Köln – Frankfurt Flughafen – Frankfurt Hbf
- ICE Bryssel – Liège – Köln – Frankfurt Flughafen – Frankfurt Hbf
- ICE (Dortmund –) Frankfurt Flughafen – Nürnberg – Wien
- IC Hamburg – Bielefeld – Köln – Mainz – Frankfurt Flughafen
- IC Hamburg – Köln – Frankfurt Flughafen – Mannheim – Stuttgart
- IC Dortmund – Köln – Koblenz – Frankfurt Flughafen – Stuttgart
- EC Frankfurt Flughafen – Würzburg – Regensburg – Wien
- EC Wien – München – Stuttgart – Frankfurt Flughafen – Dortmund